# La trilogia di Maciste
La trilogia di Maciste è un film muto italiano del 1920 diretto e interpretato da Carlo Campogalliani.

## Trama
La pellicola è divisa in tre episodi:
- Maciste contro la morte
- Il viaggio di Maciste
- Il testamento di Maciste

Questo è un film che narra in un certo senso la vita di Maciste dalle sue più sfrenate avventure contro i malvagi e alla ricerca di ragazze da salvare, fino alla fine.